# Đài Giang, Phúc Châu
Đài Giang (tiếng Trung: 台江区, Hán Việt: Đài Giang khu) là một quận thuộc thành phố Phúc Châu, tỉnh Phúc Kiến, Trung Quốc. Quận này có diện tích 18 km², dân số 411,819 người (2020), mã số bưu chính 350004, quận lỵ ở đường Đài Giang. Quận Đài Giang có 10 nhai đạo.